# Domesticació

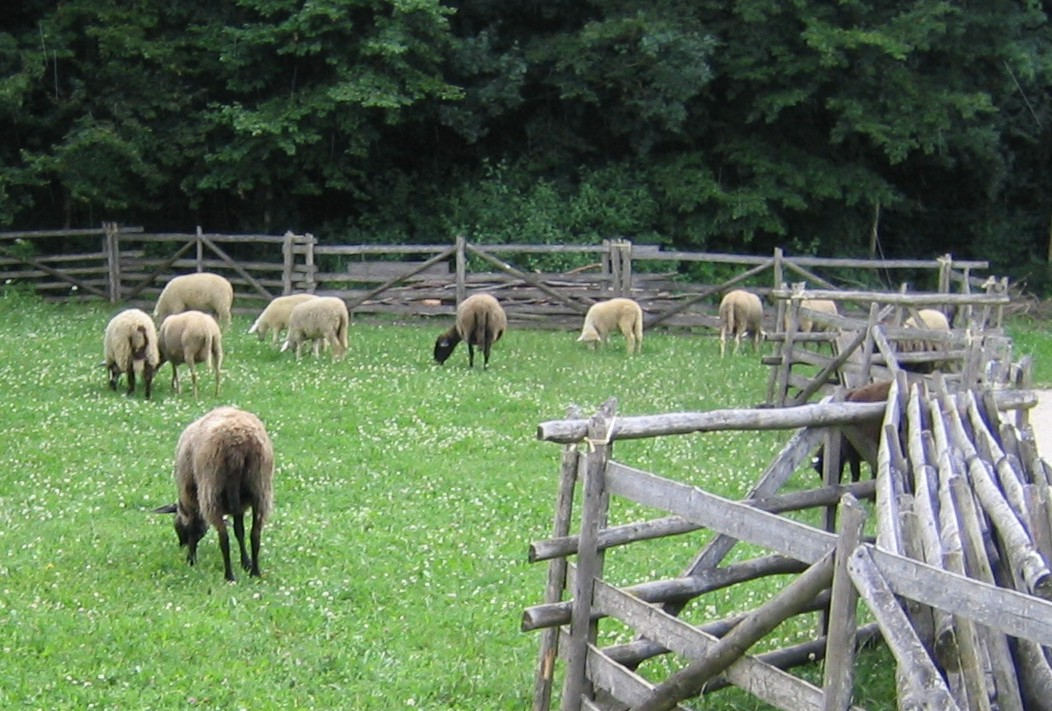
El xai, una de les primeres espècies a ser domesticades

La domesticació és l'acció de fer que un organisme esdevingui domèstic, és a dir, que visqui al costat de l'ésser humà i es criï a casa. El terme deriva dels termes llatins domus, que significa 'casa', i domesticus, que té el mateix significat que el terme actual. Descriu el pas de l'estat feréstec a l'estat domèstic d'alguns animals per acció de l'home. Aquest procés és a causa dels interessos humans d'obtenir de les espècies salvatges aliment, servei, companyia, roba, etc., i començà fa almenys 11.000 anys.
Una espècie domesticada, animal o vegetal, és una espècie que ha desenvolupat uns caràcters morfològics, fisiològics o fins i tot comportamentals, nous i hereditaris, com a resultat d'una interacció prolongada, d'un control o fins i tot d'una selecció deliberada per part de l'ésser humà.
La domesticació designa també l'estat en el qual la reproducció, les cures i l'alimentació dels animals, o el cicle de les plantes són controlats de manera més o menys directa per l'ésser humà. En el llenguatge corrent, l'expressió «animal domèstic» és sovint utilitzada en el sentit d'animal de companyia. Aquest últim terme es pot aplicar a un animal individual, mentre que la domesticació concerneix una població o una espècie sencera. Una accepció ampliada de la domesticació tendeix a tractar totes les formes d'interacció regular de l'espècie humana amb una espècie animal.
La principal utilitat de les plantes i animals domèstics és la producció d'aliments, així com d'altres productes útils com la llana, el cotó, o la seda. Tanmateix, els motius de la pràctica de la ramaderia o de l'agricultura no són sempre estrictament utilitaris i inclouen el plaer, el lleure o pràctiques religioses. La domesticació de les plantes i dels animals acompanyà els inicis de l'agricultura i fou un factor essencial en el desenvolupament de la civilització. En el passat permeté la revolució neolítica, però també és un procés que encara es perllonga en l'actualitat.

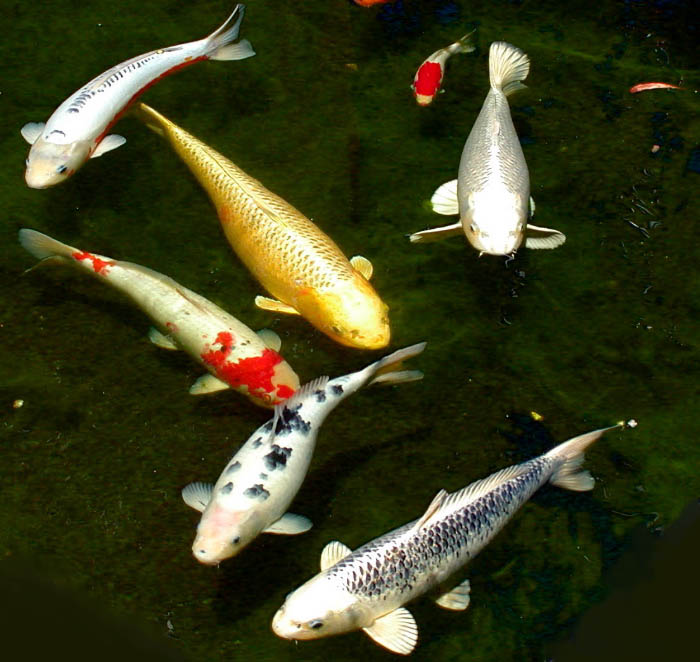
Carpes koi, varietat ornamental de la carpa

## Procés

### Dates i llocs

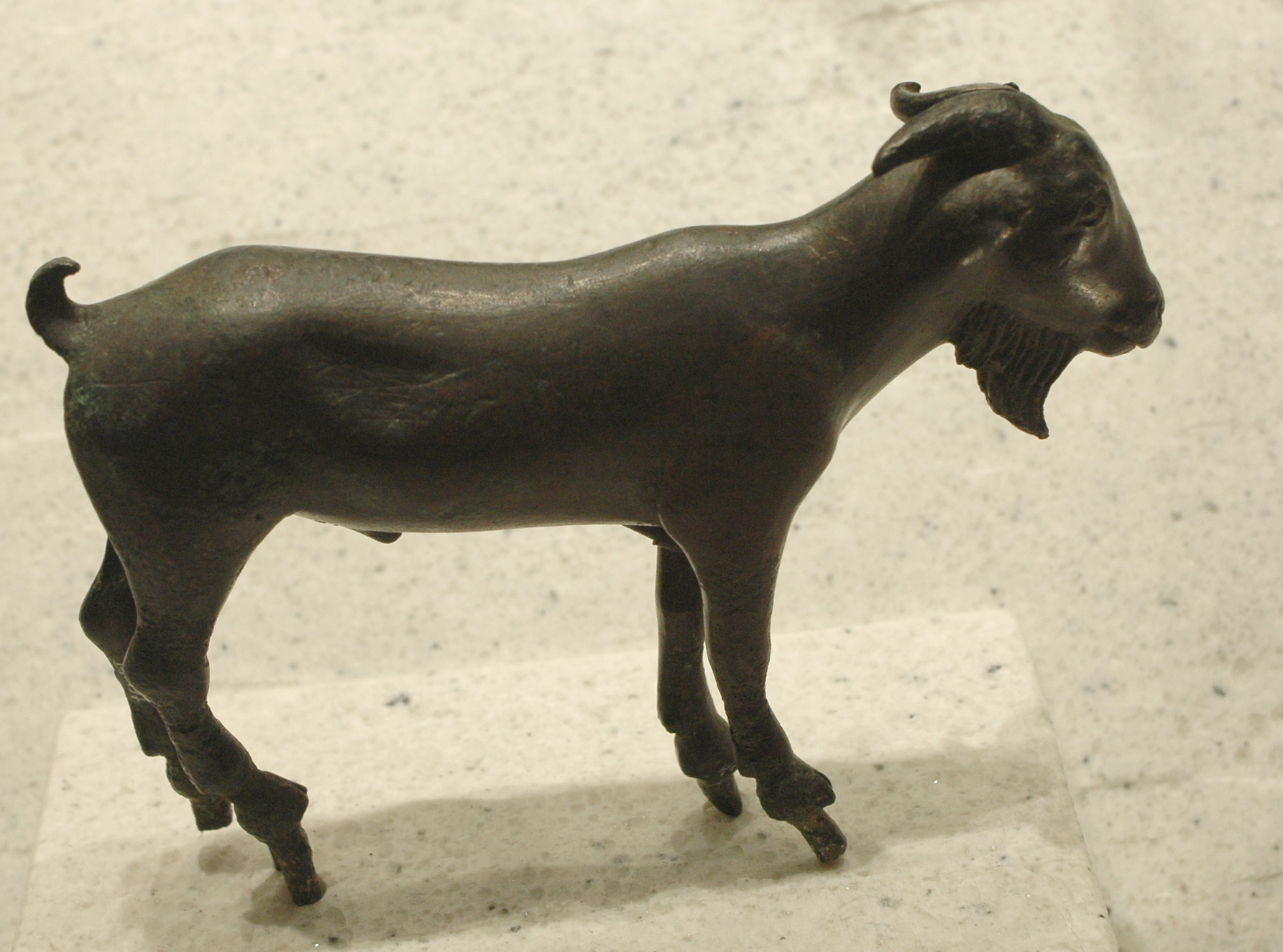
Figura en bronze d'un boc trobada al dem de Cefísia, probablement fabricat a l'Àtica al.

Les domesticacions s'estenen des del Neolític fins a l'actualitat, tret de la del gos, que precedí en diversos mil·lennis la cria d'altres espècies i la sedentarització. L'edat mitjana és un període en què no es coneix cap nova aportació en domesticació, mentre que a partir del segle xix hi ha un important increment de noves espècies criades, i en alguns casos es pot parlar de domesticació.
Les dates i els llocs de les antigues domesticacions han estat calculats amb mètodes essencialment arqueològics, i més concretament, arqueozoològics. Aquests mètodes consisteixen a examinar o revisar els resultats de les excavacions d'indrets amb ocupació humana prehistòrica. Les restes animals són datades segons els mètodes arqueològics: 
- es determina l'espècie a la qual pertanyen;
- es considera igualment l'edat a la qual han mort, així com el tipus d'animal (possiblement domesticat), que representen;
- es basa en altres indicis com els rastres observables de sacrificis i matances.

Es tracta de determinar la presència o no d'animals feréstecs o de cria, i més globalment la naturalesa de les seves relacions amb els humans. Així, l'esquelet d'un gat que fou trobat a prop d'una tomba humana indica que es tractava probablement d'un animal de companyia. Una certa homogeneïtat en l'edat dels animals dels quals es troben les restes indica l'existència d'una ramaderia en què es matava els animals a l'edat òptima.
Les noves tècniques, i en particular l'estudi de l'ADN mitocondrial, permeten revisar les dates de domesticació, així com l'arbre genealògic de les espècies domèstiques actuals; aquests coneixements continuen evolucionant. El llinatge del gos, en particular, s'hauria separat del del llop fa entre 150.000 i 100.000 anys. És possible que l'avantpassat del gos s'hagués acostat i associat als grups humans que seguia per obtenir restes de menjar, tenint un paper d'alerta, o fins i tot d'ajuda en la caça. La data de domesticació del gos que donen les fonts arqueològiques correspondria doncs a un moment en què la relació havia esdevingut més estreta i existia un control més gran de l'home sobre l'animal, ara fa uns 17.000 anys, i els enterraments d'éssers humans amb gossos de 13.000 anys d'antiguitat trobats a Israel poden ser prova de la relació propera que es va desenvolupar entre llops i persones.

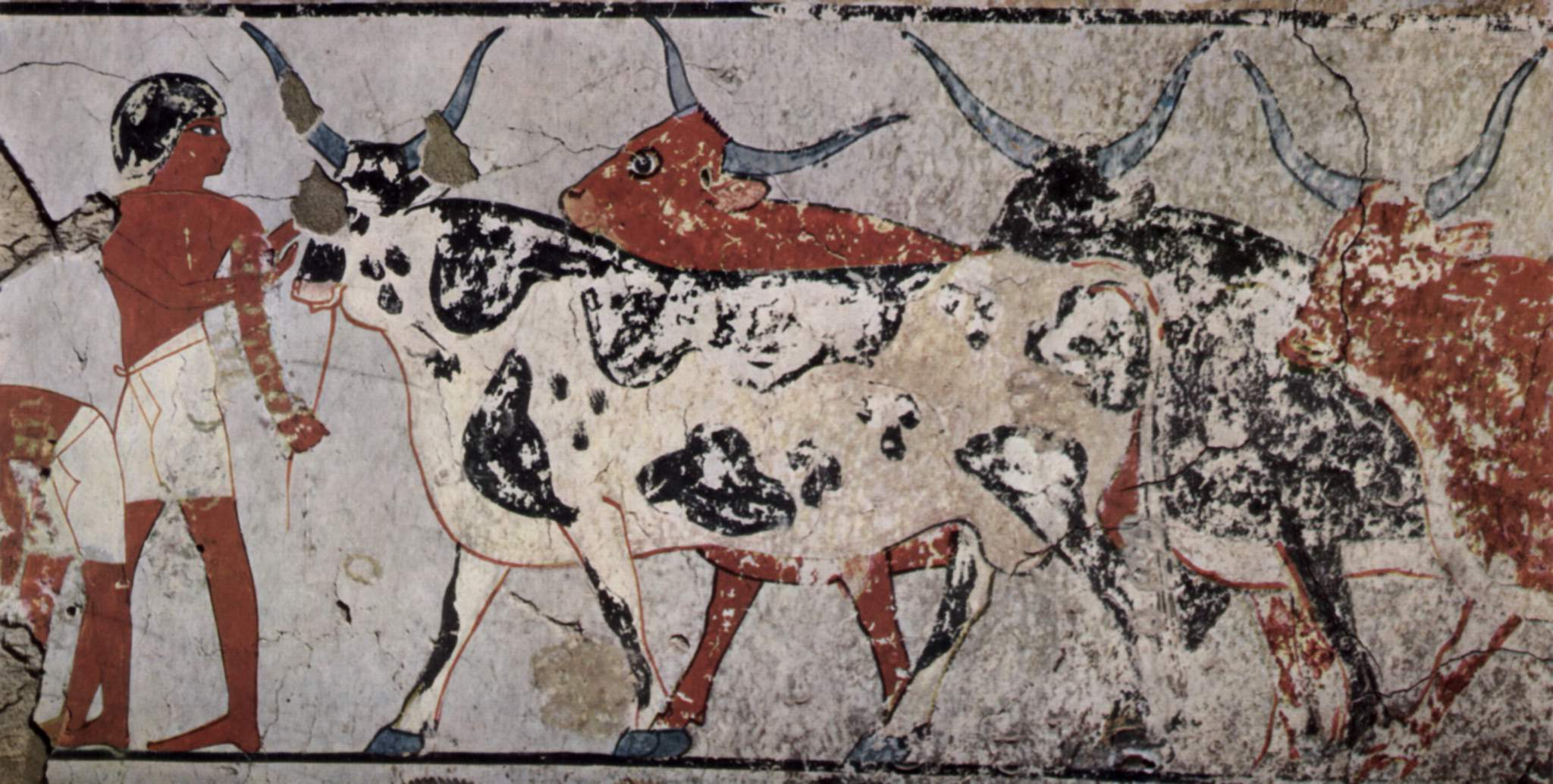
Bestiar a l'antic Egipte, vers el 1400 aC.

El procés de domesticació i la difusió de les espècies i tècniques de ramaderia s'estenen sobre períodes llargs de temps i no estan ben determinats. Per diverses espècies es reconeixen diversos centres de domesticació diferents. Això no exclou els encreuaments que es realitzaren posteriorment, i sembla inútil intentar determinar l'avantpassat salvatge de cada raça d'una espècie domèstica.
Després de la del gos, el primer escenari en què es va produir la domesticació fou l'Orient Pròxim, en particular la part que s'ha anomenat el Creixent Fèrtil. També destaca l'Àsia oriental, la conca del Mediterrani i Sud-amèrica. Algunes regions del món no han conegut cap domesticació d'espècies locals fins a èpoques molt recents, com és el cas d'Austràlia o el sud d'Àfrica.
En algunes àrees la domesticació es va produir de forma independent, per evolució cultural dels grups humans locals i per adaptació d'espècies silvestre locals. En d'altres la domesticació va ser influïda (per la domesticació d'espècies locals a partir del coneixement de la domesticació en altres àrees) o importada (per passar al cultiu i ramaderia d'espècies ja domesticades en altres àrees). Hi ha 5 àrees per a les quals hi ha proves concloents de domesticació independent, 4 més per a les quals hi ha indicis que podrien ser-ho i 3 més on es va produir domesticació local després de rebre influència forana. La taula següent mostra aquests territoris i alguns exemples d'espècies domesticades.
| Zones de domesticació d'espècies locals produïda de forma independent o per influència forana | Zones de domesticació d'espècies locals produïda de forma independent o per influència forana | Zones de domesticació d'espècies locals produïda de forma independent o per influència forana | Zones de domesticació d'espècies locals produïda de forma independent o per influència forana |
| Zona                                                                                          | Espècies domesticades                                                                         | Espècies domesticades                                                                         | 1a data comprovada de domesticació                                                            |
| Zona                                                                                          | Plantes                                                                                       | Animals                                                                                       | 1a data comprovada de domesticació                                                            |
| --------------------------------------------------------------------------------------------- | --------------------------------------------------------------------------------------------- | --------------------------------------------------------------------------------------------- | --------------------------------------------------------------------------------------------- |
| Zones de domesticació local independent                                                       |                                                                                               |                                                                                               |                                                                                               |
| Sud-oest d'Àsia (Creixent fèrtil)                                                             | blat, pèsol, oliva                                                                            | ovella, cabra                                                                                 | 8500 aC                                                                                       |
| Xina (conques del riu groc i del riu Yangstsé)                                                | arròs i mill                                                                                  | porc, cuc de seda                                                                             | abans de 7500 aC                                                                              |
| Mesoamèrica (centre i sud del Mèxic actual)                                                   | blat de moro, fesol, carabassa, patata, mandioca                                              | gall d'indi                                                                                   | abans de 3500 aC                                                                              |
| Els Andes i l'Amazònia                                                                        | patata, mandioca                                                                              | llama, conillet d'índies                                                                      | abans de 3500 aC                                                                              |
| Est dels actuals Estats Units                                                                 | girasol, chenopodium                                                                          | cap animal local domesticat                                                                   | abans de 2500 aC                                                                              |
| Zones de possible domesticació local independent                                              |                                                                                               |                                                                                               |                                                                                               |
| Sahel africà                                                                                  | sorgo, arròs africà                                                                           | gallina de Guinea                                                                             | abans de 5000 aC                                                                              |
| Àfrica occidental de clima tropical                                                           | nyam, palma d'oli                                                                             | cap animal local domesticat                                                                   | abans de 3000 aC                                                                              |
| Etiòpia                                                                                       | cafè, teff                                                                                    | cap animal local domesticat                                                                   | ? es desconeix la datació                                                                     |
| Nova Guinea                                                                                   | canya de sucre, plàtan                                                                        | cap animal local domesticat                                                                   | ? possiblement 7500 aC                                                                        |
| Zones de domesticació local després de l'arribada de cultius procedents d'altres zones        |                                                                                               |                                                                                               |                                                                                               |
| Europa occidental                                                                             | cascall (rosella), civada                                                                     | cap animal local domesticat                                                                   | 6000-3500 aC                                                                                  |
| Vall de l'Indo                                                                                | sèsam, albergínia                                                                             | bestiar boví amb gep                                                                          | 7000 aC                                                                                       |
| Egipte                                                                                        | sicòmor, xufla                                                                                | ase, gat                                                                                      | 6000 aC                                                                                       |

Font: Diamond, Jared. Armas, gérmenes y acero (en castellà). 2a edició.  Barcelona: DeBolsillo, 2011, p. 115. ISBN 978-84-8346-326-0.
El nombre d'espècies domèstiques disponibles augmentà dràsticament a partir del segle xvi a ambdós costats de l'Atlàntic, amb el que s'anomena intercanvi colombí. El continent americà tenia amb anterioritat cinc espècies d'animals domèstics, de les quals només el gos era conegut a l'Antic Món. Els cavalls i bous arribaren a Amèrica a través d'aquest intercanvi, mentre que un gran nombre de plantes domèstiques americanes foren introduïdes a Europa, Àsia i Àfrica.

### Procés de domesticació
S'han proposat diverses situacions inicials possibles que conduirien a la domesticació d'animals. La tradició d'adoptar cadells d'animals, i fins i tot el seu alletament, és sovint un fenomen que explica l'origen de la domesticació, atès d'aquesta manera és fàcil obtenir animals que s'han familiaritzat des de ben petits amb els humans. Tanmateix, cal remarcar que el procés de domesticació implica la cria de llinatges d'animals durant moltes generacions, que no és el que passaria si es capturessin sempre nous animals feréstecs. D'altra banda, aquesta pràctica, que encara existeix en l'actualitat, és característica dels pobles caçadors-recol·lectors, que precisament no tenen animals domèstics. Així doncs, aquests aprovisionaments estarien integrats en una cultura basada en la caça i no en la ramaderia, i hi hauria una oposició entre societats «d'aprovisionament» i societats «de domesticació». Aquest sistema no sembla poder ser considerat un mode de domesticació. Tanmateix, mentre que el factor cultural és probablement essencial per explicar la domesticació (o la no-domesticació) d'una espècie, el sistema econòmic i cultural d'una societat no és fix. La majoria de les societats basades en la caça crien gossos, pels quals aquest sistema hauria pogut ser un element important de la domesticació.
És possible que la domesticació hagués passat per una fase de mutualisme entre animals i l'ésser humà, és a dir, un acostament i un ajut amb un interès mutu. En efecte, aquesta relació s'observa encara avui en dia en el gos pària, i es creu que fou una etapa de la domesticació del porc.
Diverses espècies han estat objecte d'una tradició de caça que posteriorment ha evolucionat vers un control de les poblacions, i una gestió de població salvatge raonada. Aquesta caça podria haver esdevingut selectiva, escollint, per exemple, els animals més grans i els mascles en proporcions més grans, i conduint a un tipus de ramaderia extensiva, més intensificada. Tots aquests estadis es practiquen actualment amb els rens en diferents regions. Aquest procés sembla haver afectat diferents espècies, entre les quals es destaquen les cabres, les ovelles, i petits camèlids com les llames.
Finalment, la ramaderia podria haver començat simplement amb animals capturats i després criats en estricta captivitat. Aquest és el cas de la majoria de domesticacions recents o contemporànies. És en aquesta situació que el control i la selecció poden ser més forts, fent possible una transformació més ràpida de les espècies seleccionades. El guió de domesticació d'una espècie podria haver correspost a un d'aquests esquemes o haver-ne estat una combinació simultània o successiva.
En el cas del conill, les etapes de la domesticació foren l'establiment de vedats tancats a l'edat mitjana, que constituïen una mena de reserva de caça. En alguns d'aquests conillars es practicà una selecció, permesa per la captura dels animals vius gràcies a les fures. Aquesta selecció conduí a l'aparició de les primeres varietats de conill durant el segle xvi, que es distingien pel seu color i la seva mida. La ramaderia s'intensificà i la forta selecció portà a una gran variabilitat de races domèstiques. El comportament del conill de ramaderia evolucionà probablement de manera conjunta, a conseqüència d'una selecció d'animals menys feréstecs, havent pogut ser una selecció tant intencional com indirecta; els animals més difícils de recapturar no podien ser donats a nous criadors.
Les pràctiques de cria i de selecció que es poden observar al llarg de la història poden donar una idea de com s'ha desenvolupat el procés de domesticació. Són pràctiques molt variades, igual que ho són els coneixements i representacions que tenien els criadors dels mecanismes de l'herència i de la influència que podien exercir sobre una població animal. Alguns d'ells feien una selecció metòdica al si d'un ramat, mentre que d'altres no concebien la influència que podia tenir l'elecció dels reproductors en els seus productes, dins d'una espècie o varietat. Tanmateix, aquests criadors podien veure l'interès d'adquirir un nou llinatge o efectuar encreuaments amb animals d'origen diferent i participar així en la seva difusió.
D'altra banda, la selecció exercida pels criadors està lluny de mantenir sempre la mateixa direcció, un tipus de pràctica aplicada a diverses espècies i en diferents èpoques que consisteix, per exemple, a sacrificar els animals de creixement més gran o més ràpid, i deixar que els altres completin el seu creixement. Aquesta pràctica, que té probablement un efecte de contraselecció, ha estat denunciada com a tal pels observadors, per exemple en el cas dels xais, o en la piscicultura d'estanys, en què la pràctica del «fons de pesca» consisteix a repoblar un estany després de la seva pesca per buidat, retornant-hi els peixos més petits. Així, tot i que la carpa té una llarga tradició de cria a França, el rendiment de la cria d'aquest peix era mediocre. S'hi introduïren llinatges de creixement molt més ràpid provinents d'Europa central a finals del segle xix, amb els quals es practicava la cria selectiva. Entre la diversitat de les pràctiques, destaca així la que constituïa en fer que una femella fos muntada per congèneres salvatges per les qualitats reals o suposades que això procurava als productes d'aquests encreuaments (gos-llop, porc-senglar, a Europa). Tot i que això sembla oposar-se al procés de domesticació, aquestes hibridacions haurien pogut contribuir a combinar els caràcters domèstics (especialment els comportamentals) d'una espècie amb els d'una subespècie local salvatge ben adaptada al seu medi. Aquest fou probablement el cas de les races de gossos nòrdics.
La domesticació d'una espècie és el fruit d'una història múltiple que resulta difícil de reconstruir. Els factors importants són la predisposició de cada espècie, les pràctiques dels criadors o protocriadors en períodes llargs que efectuen una selecció conscient o no, i els intercanvis d'animals que permeten que els llinatges més domesticats es difonguin.

### Aspecte biològic

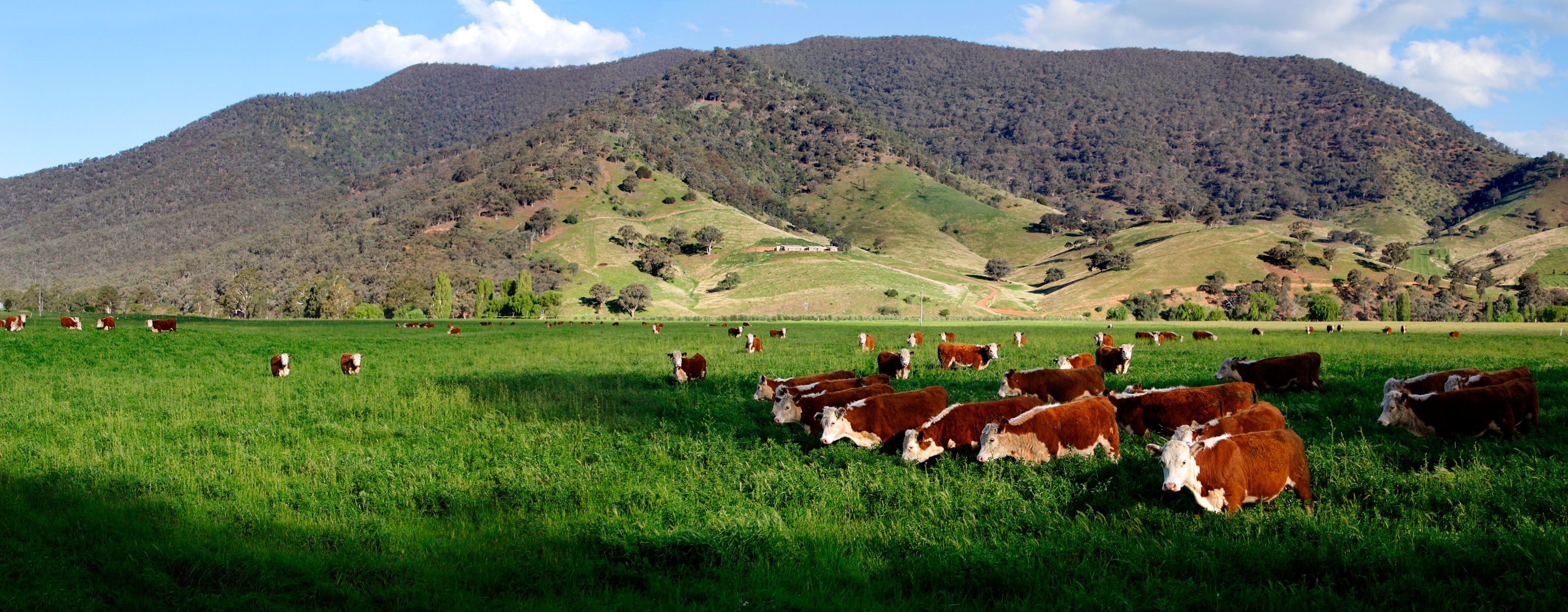
Bestiar de la raça Hereford, seleccionada per la producció de carn.

El procés de domesticació comença quan un nombre limitat d'animals són aïllats d'altres individus de l'espècie salvatge. Aquesta població pot experimentar un fenomen de microevolució, tot adaptant-se a les condicions de la ramaderia i a causa de la selecció humana. Aquesta evolució està marcada per l'aparició de trets domèstics, és a dir, dels nous caràcters considerats com a mutacions genètiques conservades, o fins i tot seleccionades, mentre que els al·lels que els porten haurien continuat sent rars o haurien estat eliminats per la selecció natural a l'estat salvatge.
Es tracta de caràcters morfològics, com per exemple una mida més gran o més petita que la de l'espècie salvatge, coloracions noves, el pèl llarg, arrissat o també la cua enrotllada. També són caràcters fisiològics, com l'augment de la fecunditat o la precocitat del creixement. S'observa també la pèrdua de caràcters morfològics com les banyes en algunes races de xai, o d'aptituds com una disminució de la mobilitat, de la velocitat de carrera o de l'aptitud pel vol, així com la pèrdua d'aptituds comportamentals. Això fonamenta una interpretació de la domesticació com una alteració del genotip, cosa que és indiscutible en el cas de l'albinisme. Buffon descrigué la domesticació com una degeneració. La variabilitat morfològica és important en certes espècies, i molt menys en altres com el camell bactrià. També s'interpreten les transformacions de la domesticació amb el concepte de neotènia, segons el qual els caràcters morfològics (com les orelles que pengen) o conductistes (com l'afecte), originalment propis dels estadis juvenils, es perllonguen fins a l'estat adult.
Com que les primeres espècies domesticades han estat criades des de fa alguns mil·lennis, existeix un debat sobre si aquest és realment indispensable. Experiments específics i les domesticacions més recents demostren que, amb una selecció intensa, les transformacions típiques de la domesticació poden aparèixer relativament ràpidament, en un interval d'una o algunes desenes de generacions.
Des d'un punt de vista ecològic, algunes espècies són criades en estat domèstic en un medi idèntic o molt similar al dels seus avantpassats salvatges, com ara el camell o el ren. En canvi, cal remarcar que el nombre relativament baix d'espècies domèstiques és compensat per la seva distribució, sovint molt àmplia, en medis i en climes variats i molt diferents dels del lloc d'origen de l'espècie. La gallina, originària de regions tropicals, és criada fins al cercle polar àrtic, i el porc, originari de regions temperades, és criat fins i tot en climes equatorials, on és preferit a altres espècies de súids originàries d'aquests climes però no domesticades. La dieta de les espècies domèstiques pot variar molt a causa de l'accés als recursos naturals d'un nou medi, i, evidentment, a l'alimentació artificial, en la qual els cereals cultivats són primordials, fins i tot pel gos. Resulta difícil determinar en quina mesura aquests canvis de clima i de dieta foren acompanyats per una adaptació fisiològica hereditària vers una eventual tolerància dels animals domèstics a aquestes variacions. Des d'una òptica diferent, determinats autors han estimat que les espècies domèstiques foren seleccionades entre les que estaven menys especialitzades des d'un punt de vista alimentari i ecològic (espècies eurioques). Els desplaçaments i introduccions per part de l'ésser humà d'espècies domèstiques a llocs on no eren presents ha tingut conseqüències importants sobre l'equilibri ecològic des del Neolític, car poden convertir-se en espècies invasores i provocar la desaparició d'espècies autòctones.

### Aspecte comportamental

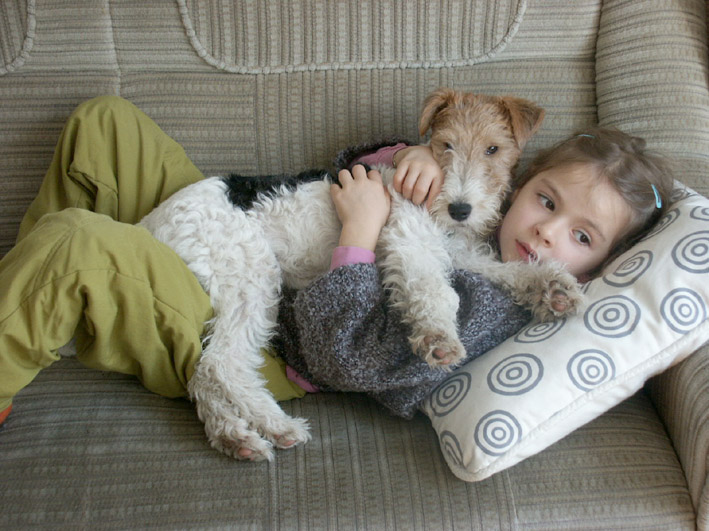
Un gos fox terrier amb la seva mestressa.

La domesticació no és només una modificació dels caràcters físics d'una espècie, sinó també del seu comportament. Aquesta evolució consisteix en primer lloc en un caràcter menys feréstec, una tolerància o fins i tot una familiaritat més marcada envers els humans, i l'atenuació dels comportaments potencialment perillosos vers l'home. També és una adaptació a les condicions de cria i, per tant, als grups importants i la promiscuïtat, que poden ser mal tolerats pels congèneres salvatges.
L'etòleg Konrad Lorenz descrigué notablement la domesticació com un empobriment dels comportaments socials especialitzats en favor de la hipertròfia de les necessitats bàsiques, com la reproducció i l'alimentació. En efecte, el comportament social en general sembla més variat en els animals feréstecs que en els seus congèneres domesticats.
En el cas del gos, l'evolució comportamental sembla molt més radical i no es pot reduir a la pèrdua del caràcter feréstec o salvatge. La capacitat dels cadells d'interpretar els signes de comunicació humans sembla doncs superior a la dels llops i els altres primats. Tot i que en part poden ser el resultat d'una educació o un ensinistrament, l'afecció que té un gos envers el seu mestre i la tendència a obeir-lo són caràcters innats sorgits de la domesticació.
També s'utilitza l'etologia en referència a la domesticació quan es parla dels caràcters comportamentals que permeten o han permès que una espècie fos domesticada; el principal seria el caràcter social d'una espècie. El fet que aquesta espècie visqués en grups jerarquitzats hauria permès al criador exercir un control sobre aquests animals assumint la posició d'element dominant del grup.

### Aspecte zootècnic
Actualment, els objectius de la domesticació de noves espècies o la millora de les races ja domesticades concerneixen essencialment la producció. Es tracta de l'adaptació a les condicions de cria, la fecunditat, la velocitat de creixement, i sovint la qualitat de la carn o d'altres productes com la llet o la llana.
Els registres més antics descoberts que recullen llistes de llinatges, mostrant una formalització de la selecció dels animals, daten del segle xvi aC i estan escrits en llengua hitita. La selecció moderna de les espècies de bestiar recorre a eines notablement estadístiques aplicades als coneixements genètics. Requereix una avaluació tan objectiva com sigui possible dels subjectes i una organització rigorosa dels programes de cria, per tal d'obtenir una millora del rendiment dels llinatges en funció d'objectius determinats. Aquestes seleccions són implementades per organitzacions especialitzades.
La selecció sobre la base de criteris estrictes de rendiment és criticada pels inconvenients que comporta, com per exemple la fragilitat dels subjectes, o per l'amenaça que representa per la biodiversitat de les races domèstiques, imposant un nombre reduït de llinatges. Com a resposta, es tendeix a integrar criteris de selecció més amplis, com ara la facilitat de part, a més del rendiment lleter o el creixement, en els bovins. Aquesta selecció també pot intentar respondre a necessitats molt precises, com, en el porc, una reducció dels elements més contaminants dels excrements dels animals, que representen un problema en sitacions de cria intensiva. D'altra banda, les varietats poc seleccionades (anomenades «rústiques») són reconegudes no solament com a recursos genètics potencials, sinó també per la seva adaptació a determinats modes o sistemes de cria intensiva. El CNRS francès calculà el 2005 que el 50% de les races d'ocells domèstics es troben en via d'extinció. Així doncs, la selecció dels animals està relacionada amb uns objectius i un tipus de cria determinats. A més, si les organitzacions especialitzades s'encarreguen de la selecció, això pot reduir l'autonomia dels productors i deixar-los en una situació de dependència envers aquestes organitzacions, especialment pel que fa al tipus de producció.
Malgrat aquests límits, la selecció actual té una gran eficàcia. El progrés genètic obtingut pot ser significatiu sobre un període d'uns anys, cosa que demostra que la transformació de les espècies domèstiques no està ni de bon tros acabada. Els esforços també es concentren en les noves espècies criades, especialment peixos.

### Aspecte cultural
La domesticació també és un fenomen cultural pel fet que als seus inicis implicà un canvi radical de la relació de l'home amb la natura i amb les espècies concernides. Aparentment, els sistemes culturals humans i la seva evolució són el primer factor que determinà la domesticació o no domesticació de les espècies.

## Varietats animals domesticades
La llista de les espècies domesticades pot variar segons els criteris que s'utilitzin. De manera general, es xifra el nombre d'espècies domèstiques més esteses i més antigues en una trentena. Aquesta llista és completada per altres animals criats des de l'antiguitat, les noves espècies domesticades (car l'antiguitat de la cria de diverses espècies no significa que la seva domesticació no sigui un fenomen contemporani) i per altres espècies en funció del seu lligam més o menys estret amb els humans.
Una part d'espècies amb varietats domesticades perderen la seva forma salvatge, a l'època prehistòrica en el cas del dromedari, o més recentment en el cas de l'ur. És cert que existeixen poblacions salvatges d'ambdues espècies, igual que del cavall, però són el resultat d'una feralització. La relació de parentesc entre una espècie domesticada i l'espècie salvatge de la qual sorgí ha estat ignorat durant molt de temps. El seu descobriment, juntament amb el de la variabilitat, almenys morfològica, d'una espècie, contribuí al desenvolupament de la teoria de l'evolució. En el cas d'espècies com el conill porquí o l'ovella l'espècie salvatge de la qual sorgiren encara no es coneix amb certesa, d'entre diverses espècies properes.

### Llista limitada
Alguns animals domèstics han estat considerats i classificats durant molt de temps com a espècies diferents de les espècies de les quals s'originaren, tot i que aquestes encara existeixen en estat salvatge. Actualment tendeix a imposar-se la classificació de la varietat domèstica com a subespècie de l'espècie original. Així doncs, el nom científic del porc fou canviat de Sus domesticus a Sus scrofa domesticus, indicant que és una subespècie del senglar.
| Espècie          | Data          | Lloc de domesticació            |
| ---------------- | ------------- | ------------------------------- |
| Gos              | 15000 aC      | Àsia oriental - múltiples       |
| Cabra            | 8000 aC       | Orient Pròxim                   |
| Ovella           | 8500-6500 aC. | Orient Pròxim                   |
| Bou i zebú       | 8000 aC       | Orient Pròxim i Índia           |
| Porc             | 7000 aC       | Xina, Europa                    |
| Gat              | 7000 aC       | Conca del Mediterrani           |
| Gall             | 6000 aC       | Àsia sud-oriental               |
| Ase              | 5000 aC       | Àfrica del Nord                 |
| Cavall           | 4000 aC       | Ucraïna                         |
| Búfal            | 4000 aC       | Xina                            |
| Llama            | 3500 aC       | Perú                            |
| Cuc de seda      | 3000 aC       | Xina                            |
| Colom            | 3000 aC       | Egipte, conca del Mediterrani   |
| Camell bactrià   | 3000 aC       | Àsia central                    |
| Dromedari        | 2500 aC       | Aràbia                          |
| Gaur             | Desconeguda   | Àsia sud-oriental               |
| Banteng salvatge | NC            | Àsia sud-oriental, Illa de Java |
| Iac              | 2500 aC       | Tibet                           |
| Oca vulgar       | 1500 aC       | Europa                          |
| Oca cigne        | 1500 aC       | Xina                            |
| Alpaca           | 1500 aC       | Perú                            |
| Ànec             | 1000 aC       | Xina                            |
| Ànec mut         | NC            | Sud-amèrica                     |
| Ren              | 1000 aC       | Sibèria                         |
| Pintada          | NC            | Àfrica                          |
| Carpa            | NC            | Àsia oriental                   |
| Conill porquí    | 500 aC        | Perú                            |
| Fura             | 500 aC        | Europa                          |
| Gall dindi       | 500 aC        | Mèxic                           |
| Peix vermell     | 300           | Xina                            |
| Conill           | 1600          | Europa                          |

En aquesta llista, els casos de la fura i del cuc de seda no tenen consens; des d'un punt de vista legal, la fura és classificada en alguns llocs (com Suïssa o Califòrnia) com un animal feréstec, mentre que per alguns, el cuc de seda no pot ser considerat un animal domèstic perquè és un insecte. En canvi, des d'altres punts de vista, aquestes dues espècies es troben entre les espècies més domesticades. La carpa i el peix vermell encara no se solen citar dins una llista més restrictiva d'espècies domèstiques.
Algunes espècies d'un mateix gènere, considerades diferents i que foren domesticades per separat, són en realitat interfecundes. En són exemples el gènere Bos, que reuneix els bous, els zebús, els iacs, els gaurs i els bantengs salvatges; el gènere Camelus, que agrupa els camells bactrians i els dromedaris; el gènere Lama, que inclou les llames i les alpaques; o el gènere Anser (oques).
Algunes varietats domèstiques poden sorgir de la hibridació de dues espècies: el porc senglar de les Cèlebes (Sus celebensis) fou domesticat separadament del senglar comú (Sus scrofa) i probablement els únics exemplars domesticats que en queden són varietats sorgides de la hibridació d'aquestes dues espècies.
El cavall i l'ase (del gènere Equus) formen híbrids estèrils: el mul i el mul somerí. L'ànec mut i l'ànec de Pequín es poden creuar per originar un ànec mulard.

### Llista ampliada
Es pot ampliar la llista amb:
| Espècie              | Data        | Lloc de domesticació   |
| -------------------- | ----------- | ---------------------- |
| Abella               | 4000 aC     | Diversos               |
| Elefant asiàtic      | 2000 aC     | Vall de l'Indus        |
| Daina                | 1000 aC     | Xina                   |
| Paó                  | 500 aC      | Índia                  |
| Tórtora rosa i grisa | 500 aC      | Àfrica del nord        |
| Guatlla              | 1100 - 1900 | Japó                   |
| Canari               | 1600        | Illes Canàries, Europa |
| Ànec mandarí         | NC          | Xina                   |
| Cigne mut            | 1000 - 1500 | Europa                 |

Les dues primeres espècies, malgrat l'antiguitat de la seva cria, no se solen criar en poblacions diferents de les dels seus congèneres salvatges, i la seva reproducció no està completament controlada. Els següents són animals domèstics i aviram, que a vegades s'oposen als animals domèstics de producció. La daina n'és un exemple, i la seva cria, que es remunta a l'antic Egipte, probablement no ha estat contínua fins a l'actualitat.
Els criteris que fan que una població sigui considerada domèstica (o no) no sempre es corresponen amb fets tecnològics o tècnics objectius, i el límit entre animals domèstics i salvatges sovint és borrós.

### Noves domesticacions
Animals de producció

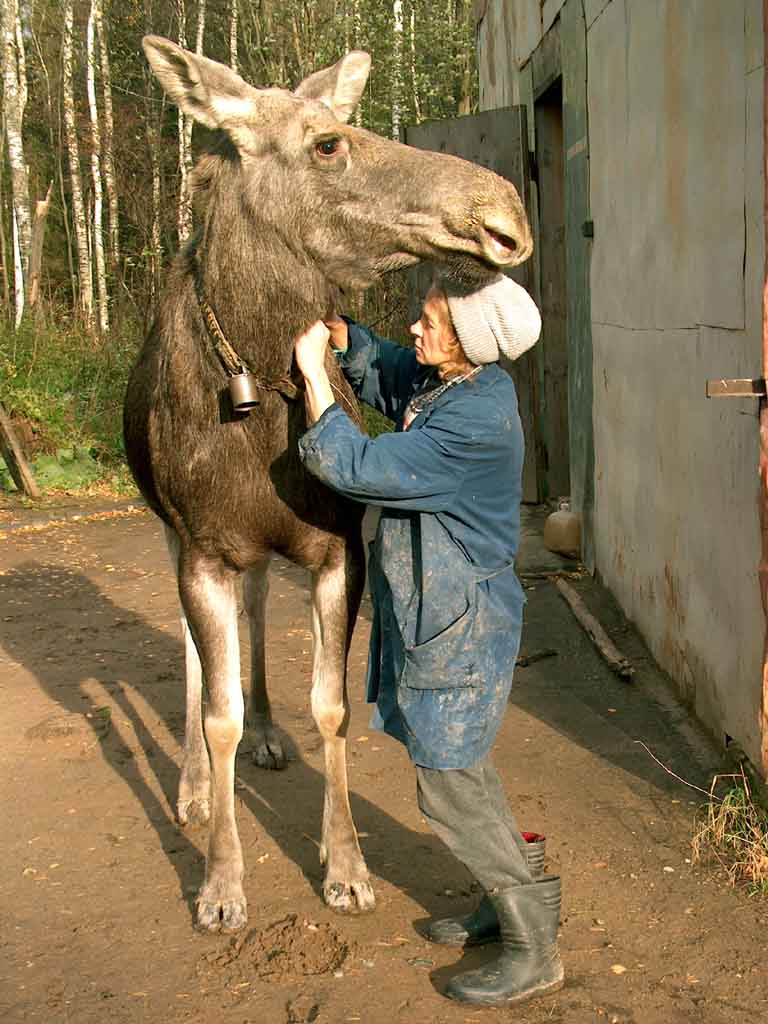
Una munyidora de la granja d'ants de Kostromà (Rússia).

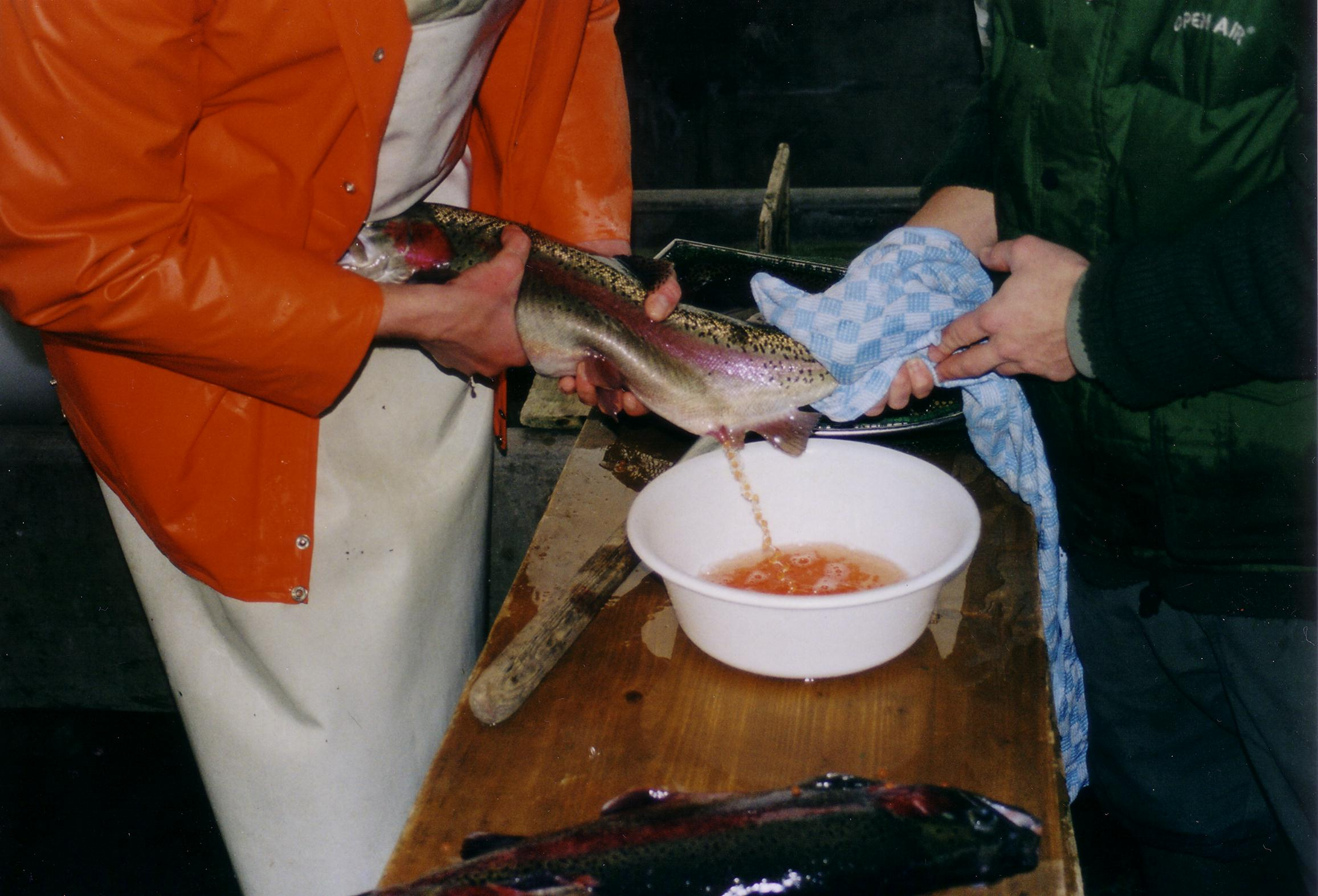
Extracció dels ous d'una truita per reproducció artificial.

- Diverses espècies de peixos han estat criades de manera intensiva des de fa unes dècades o fins i tot només uns anys: la truita arc de Sant Martí, el salmó atlàntic, el llobarro, l'orada, el turbot, el bacallà,[34] la círvia i algunes espècies de peixos gat i de tilàpies. Es pot considerar que estan en procés de domesticació, car el cicle de cria està totalment controlat i s'aplica una selecció sobre aquestes espècies que ja ha permès millorar-ne les qualitats quant a la cria.[35]
- Dins l'àmbit de l'aqüicultura també es crien espècies de gambes a gran escala, i el cicle de cria està completament controlat. El llagostí de potes blanques i el llagostí negre representen la major part de la producció de gambes. La cria de granotes (ranicultura) també s'ha desenvolupat, però sense arribar a produccions importants.[36]
- Entre els rosegadors s'han començat a criar algunes espècies per la seva carn al llarg de les últimes dècades, amb l'objectiu exprés de domesticar-los: els Thryonomys[37] i Cricetomys són criats a l'Àfrica de l'oest de manera similar als conills,[38] i el capibara és criat a Sud-amèrica de manera semiintensiva.
- Diversos grans herbívors són criats amb l'objectiu de domesticar-los, a causa del fet que, com que estan adaptats al seu medi, poden aprofitar-lo millor que les espècies domèstiques clàssiques. En són exemples l'eland de Derby al sud d'Àfrica, el bou mesquer a Amèrica i Europa del Nord, i l'eland a Europa del Nord. La cria d'aquesta espècie ja és atestada al segle II per la seva llet i al segle xvii com a animal de tir.[9]
- L'estruç ha estat criat a gran escala per les seves plomes des de la primera meitat del segle xx. Actualment és criat per la seva carn i altres productes com el cuir i els ous.

Animals de companyia o decoratius
- Entre les noves domesticacions, cal destacar animals de companyia dels quals es controla fàcilment la reproducció, i més concretament rosegadors que satisfan en general el criteri de familiaritat amb els humans: el ratolí domèstic, la xinxilla, la rata comuna, l'hàmster daurat, el jerbu petit de Mongòlia i el degú.
- Els ocells d'aviram i de decoració donen lloc a la cria de nombroses varietats. Es calcula que hi ha unes setanta espècies d'ocells domesticats. En són un exemple algunes espècies de psitàcids, com el periquito, o passeriformes com el diamant clapat.
- Es pot assignar a aquesta categoria diverses espècies de peixos d'aquariofília que són objecte d'una selecció important, com ara el guppy o el batallaire.

Animals de laboratori
Els estudis i experiments sovint utilitzen animals de diferents espècies domèstiques. Algunes d'aquestes espècies, com el ratolí o la rata, semblen haver estat seleccionades alhora com a animals de companyia i de laboratori. Com a mínim una espècie ha estat domesticada amb fins únicament científics: la mosca de la fruita. La rapidesa del seu cicle de cria n'ha fet un organisme model valuós en la investigació genètica.

### Antigues domesticacions
Algunes espècies foren criades o fins i tot domesticades, però ja no ho són, i han desaparegut totalment o ja només existeixen en estat salvatge. Tanmateix, es tracta de casos dubtosos: el grau de domesticació dels animals pot resultar difícil de determinar. Digard recull diverses espècies la cria de les quals sembla documentada a l'antic Egipte (antilopins com ara gaseles, els òrixs i els addaxs, així com l'oca egípcia i la hiena tacada), tot i que també es pot argumentar que es tractava d'un cas de cria d'espècies salvatges, i no de domesticació. Segons Buffon, els xarxets eren criats per la seva carn pels romans, mentre que l'ànec collverd només fou domesticat a l'edat mitjana.

Ases o onagres junyits, estendard d'Ur (segle XXVII aC).

En dos altres casos, és la identificació de l'espècie la que és incerta. Així doncs, l'onagre hauria estat domesticat i utilitzat, principalment com a animal de tir a la civilització sumèria (5000-2000 aC). Tanmateix, a les representacions que semblen atestar-ho, fa la impressió que es podria tractar més aviat de l'ase comú, originari d'Àfrica. A Europa, la tórtora eurasiàtica hauria estat elevada habitualment a l'edat mitjana com a animal de companyia. En aquest cas tampoc no està confirmat que fos efectivament aquesta espècie, que actualment només existeix a l'estat salvatge, o si era realment la tórtora domèstica, que no és originària d'Europa.
També cal destacar l'ús de l'elefant del nord d'Àfrica a Egipte i a Cartago a l'antiguitat; els elefants d'Hanníbal (que travessaren el sud de França i els Alps) tenien aquest origen (vegeu Elefant de guerra). Aquests animals pertanyien a una subespècie actualment extinta.

### Espècies no domesticades
No totes les espècies criades o utilitzades per l'ésser humà han evolucionat vers la domesticació. Algunes d'elles són criades per obtenir-ne el pelatge o la pell, com per exemple el coipú, la rata mesquera, el mart o els cocodrils; o per obtenir-ne la carn, com és el cas de les granotes, els crancs de riu, els cargols o el cérvol comú. Tanmateix, aquestes espècies rarament són considerades domesticades.
En algunes d'elles, la seva cria durant dècades ha generat modificacions que es poden interpretar com un principi de domesticació. És el cas de les guineus i els visons criats pel seu pelatge, als quals s'ha observat desenvolupar noves coloracions al llarg de diverses dècades de cria. Tanmateix, aquestes espècies han estat molt poc seleccionades quant als criteris de socialització i adaptació a les condicions de cria, cosa que planteja problemes seriosos d'estrès i comportaments patològics.
En aqüicultura, les espècies de peixos poden ser criades sense domesticar-les, o bé mitjançant un mode de cria intensiva que implica poc control sobre la reproducció i la selecció, o bé per la limitació de la cria a l'engrossiment després de capturar juvenils al seu medi natural, com és el cas de l'anguila.
Diverses espècies de mol·luscs marins són objecte d'una cria intensiva. És el cas concret de les ostres i els musclos. En general no hi ha cap control de la reproducció, sinó que es capturen larves salvatges. Això comporta una permeabilitat entre les poblacions salvatges i de producció, semblant a la que hi ha en el cas de les abelles de la mel. Tanmateix, el control de la reproducció i de les primeres fases de la cria (adquirit recentment en el cas de les ostres, per exemple) és una forma de domesticació d'aquestes espècies.
Hi ha diverses espècies per les quals hi ha o hi ha hagut una tradició de cria i utilització, sovint per la caça, sense que s'hagi practicat ni una cria durable ni una selecció. La llúdria i el corb marí gros han estat utilitzats com a ajudants de pesca; els falcons i nombroses espècies d'aus depredadores són criades per la caça, i la falconeria és una tradició que encara té molta força. Altres animals també són utilitzats per la caça, com el caracal a l'edat mitjana, o el guepard des del III mil·lenni aC fins ara. El cas dels macacos criats per la collita de cocos a Tailàndia n'és un altre exemple.
Altres espècies són criades per la decoració, especialment ocells i peixos d'aquariofília, però no són objecte d'una selecció durable. Continuen sent considerades (biològicament, legalment o pels seus propietaris) espècies salvatges mantingudes o criades en captivitat.

## Espècies vegetals domèstiques

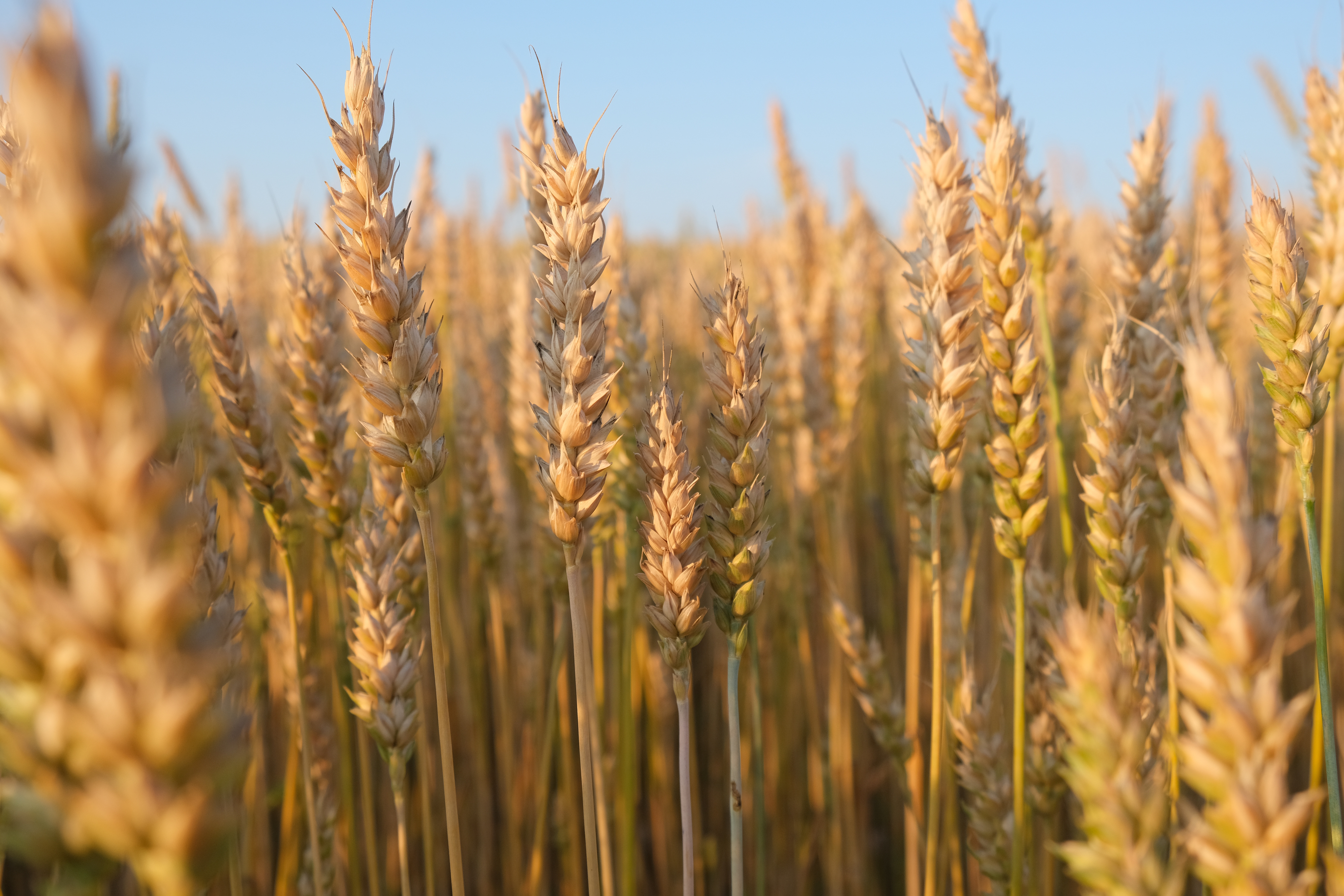
Camp i espiga de blat

La domesticació de les plantes és probablement encara més important per l'espècie humana que la dels animals. Les primeres plantes foren domesticades a voltants del 9000 aC al Creixent Fèrtil de l'Orient Pròxim. Eren conreus anuals productors de grans o fruits, com la mongeta i el blat. L'Orient Pròxim convenia particularment a aquestes espècies; el clima era sec, afavorint el desenvolupament dels conreus, i la varietat d'altituds permeté el desenvolupament d'una gran varietat d'espècies. Amb la domesticació es produí la transició d'una societat de caçadors-recol·lectors a una societat agrícola i sedentària. La revolució agrícola del Neolític requerí la construcció d'assentaments estables i duradors, amb habitatges i estructures adossades per allotjar i protegir-hi el bestiar, i dipòsits on conservar els conreus.

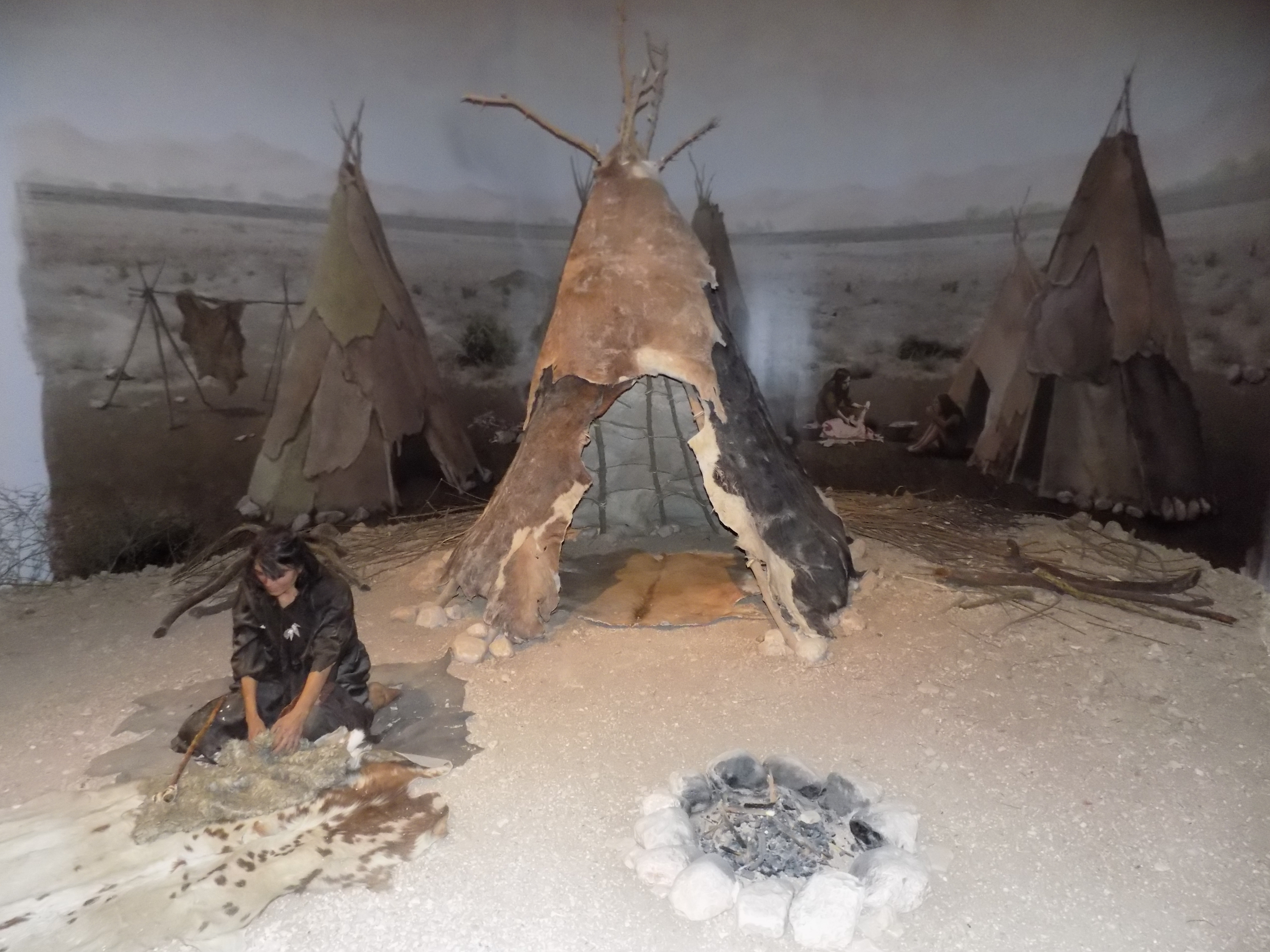
Reconstrucció de tendes temporals al museu d'Urfa

Durant l'Epipaleolític, els humans caçadors-recol·lectors que vivien una vida nòmada ocupaven temporalment coves, i empraven cabanes i tendes, senzilles, lleugeres i ràpides de muntar. A finals del Paleolític superior es construïen campaments d'hivern amb grans cabanes enfonsades parcialment o del tot en el terreny, amb paviment de pedres i una gruixuda de pells, sostinguda amb pals de fusta o ossos de mamut. Aquest canvi acabaria portant, entre 4.000 i 5.000 anys més tard, a les primeres ciutats i l'aparició d'autèntiques civilitzacions.
Com en els animals, la domesticació de les plantes és un procés lent i progressiu. Després dels conreus anuals, es començaren a domesticar plantes plurianuals i petits arbres, com ara la pomera i l'olivera. Algunes plantes només han estat domesticades recentment, com Macadamia integrifolia i el pacaner. A diferents regions del món s'han domesticat espècies molt variades. A Nord-amèrica, les carbasses, el blat de moro i la mongeta han format tradicionalment la base de l'alimentació dels amerindis. L'arròs i la soia eren els conreus més importants de l'Àsia oriental. El criteri inicial de selecció de la domesticació d'un cereal és que es pugui segar sense que el gra se separi de l'espiga, conservant el seu poder germinatiu perquè serveixi de llavor. Aquest problema fou resolt progressivament, permetent que després la selecció es concentrés sobre altres caràcters com ara l'adaptació de la planta al seu medi de cultiu o la seva productivitat.
Al llarg dels mil·lennis, moltes espècies domesticades han esdevingut molt diferents dels seus avantpassats. Les espigues de blat són actualment desenes de vegades més grans que les dels seus avantpassats salvatges.
El nombre d'espècies vegetals cultivades és molt més elevat que el d'espècies animals criades, i al regne vegetal encara costa molt més elaborar una llista d'espècies domesticades. La taula següent recull les trenta espècies més cultivades al món.
Producció mundial del 2004 en milers de tones, segons les estadístiques publicades per la FAO
|    | Conreus           | Producció |    | Conreus  | Producció |    | Conreus              | Producció |
| 1  | Canya de sucre    | 1.323.952 | 11 | Moniato  | 127.140   | 21 | Ceba seca            | 55.153    |
| 2  | Blat de moro      | 721.379   | 12 | Tomàquet | 120.384   | 22 | coco                 | 54.737    |
| 3  | Blat              | 627.131   | 13 | Síndria  | 94.939    | 23 | Grans de colza       | 46.256    |
| 4  | Arròs amb pellofa | 605.759   | 14 | Cotó     | 71.982    | 24 | Cogombre i cogombret | 40.861    |
| 5  | Patata            | 327.624   | 15 | Banana   | 71.343    | 25 | Nyam                 | 40.048    |
| 6  | Remolatxa sucrera | 249.208   | 16 | Col      | 68.170    | 26 | Cacauet amb closca   | 35.723    |
| 7  | Grans de soia     | 204.266   | 17 | Raïm     | 66.570    | 27 | Plàtan               | 32.593    |
| 8  | Tapioca           | 202.648   | 18 | Taronja  | 62.814    | 28 | Albergínia           | 29.841    |
| 9  | Palmera d'oli     | 162.249   | 19 | Poma     | 61.919    | 29 | Mill                 | 28.765    |
| 10 | Ordi              | 153.624   | 20 | Canyota  | 58.884    | 30 | Meló                 | 27.703    |

## Ús dels animals domèstics

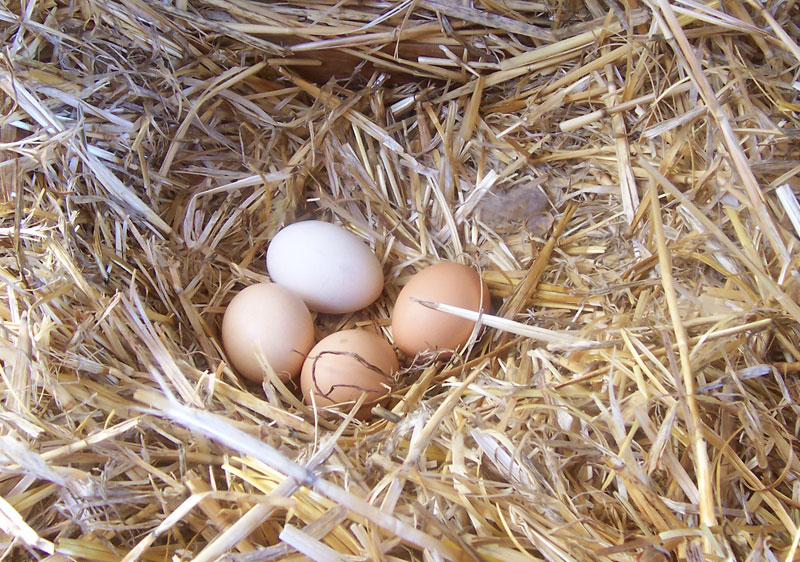
La gallina domèstica ha adquirit la capacitat de pondre durant un període considerablment més llarg que els seus avantpassats salvatges.

Les raons per les quals s'han domesticat espècies i per les quals encara se les cria avui en dia són molt diverses. També cal remarcar que probablement són distintes: les interaccions amb una espècie animal que acabarien conduint a la seva domesticació no tenien com a objectiu immediat ni com a projecte explotar-ne determinats trets que serien explotats més endavant. L'exemple característic és la llana de l'ovella, que és un producte de la domesticació; el velló de l'avantpassat de l'ovella domèstica no tenia les mateixes característiques. Així doncs, l'explotació de la llana es desenvolupà en un segon moment, i l'ovella fou domesticada probablement per la seva carn.

### Productes
Els animals domèstics són criats pels productes que proporcionen. Poden ser productes alimentaris (carn, llet, ous, etc.) o no alimentaris (llana, pelatges, cuir o altres productes accessoris com els fems com a fertilitzants o com a combustible). Actualment, la producció alimentària és el principal objectiu de la ramaderia.

### Treball

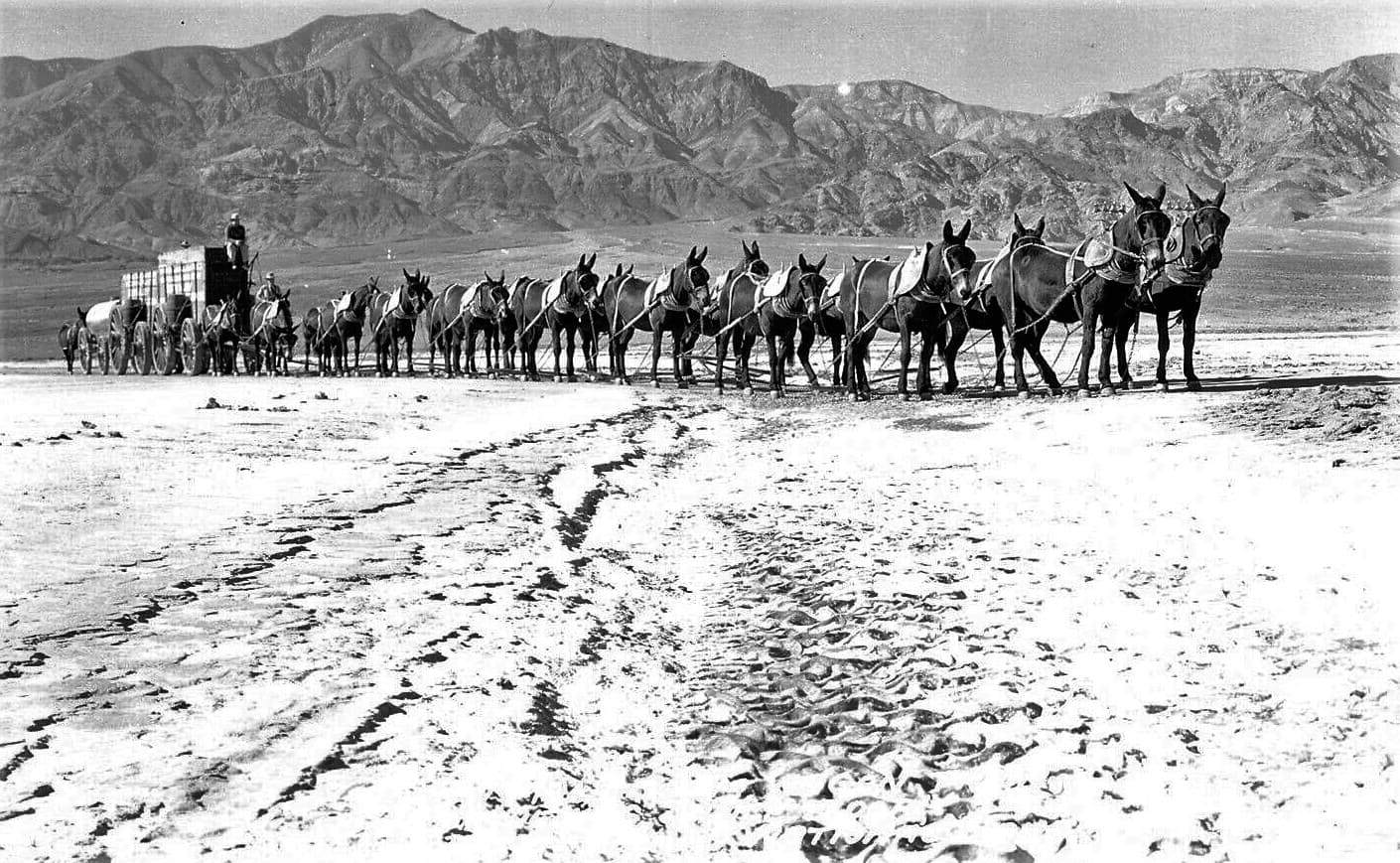
Equip de vint mules a l'apogeu de l'ús de l'energia animal. Califòrnia, finals del.

Els animals domèstics sovint proporcionen un treball o un servei. És el cas particular del transport amb cavalls, ases, bous, camells o fins i tot gossos. Durant molt de temps, els animals foren la principal font de treball agrícola. L'ús de la força dels animals pel transport i l'agricultura es desenvolupà fins a principis del segle xx, amb el transport en carros tibats per cavalls, acompanyant el progrés agrícola fins a l'arribada de la motorització.
La funció d'ajudant de caça fou probablement el primer rol jugat pel gos domèstic. El gos efectua treballs molt variats, des de la guàrdia, la protecció i la conducció de ramats fins a les funcions actuals dels gossos pigall. Algunes espècies compleixen una tasca concreta: els coloms missatgers serveixen per a la comunicació, mentre que la fura participa en un mode de caça particular.

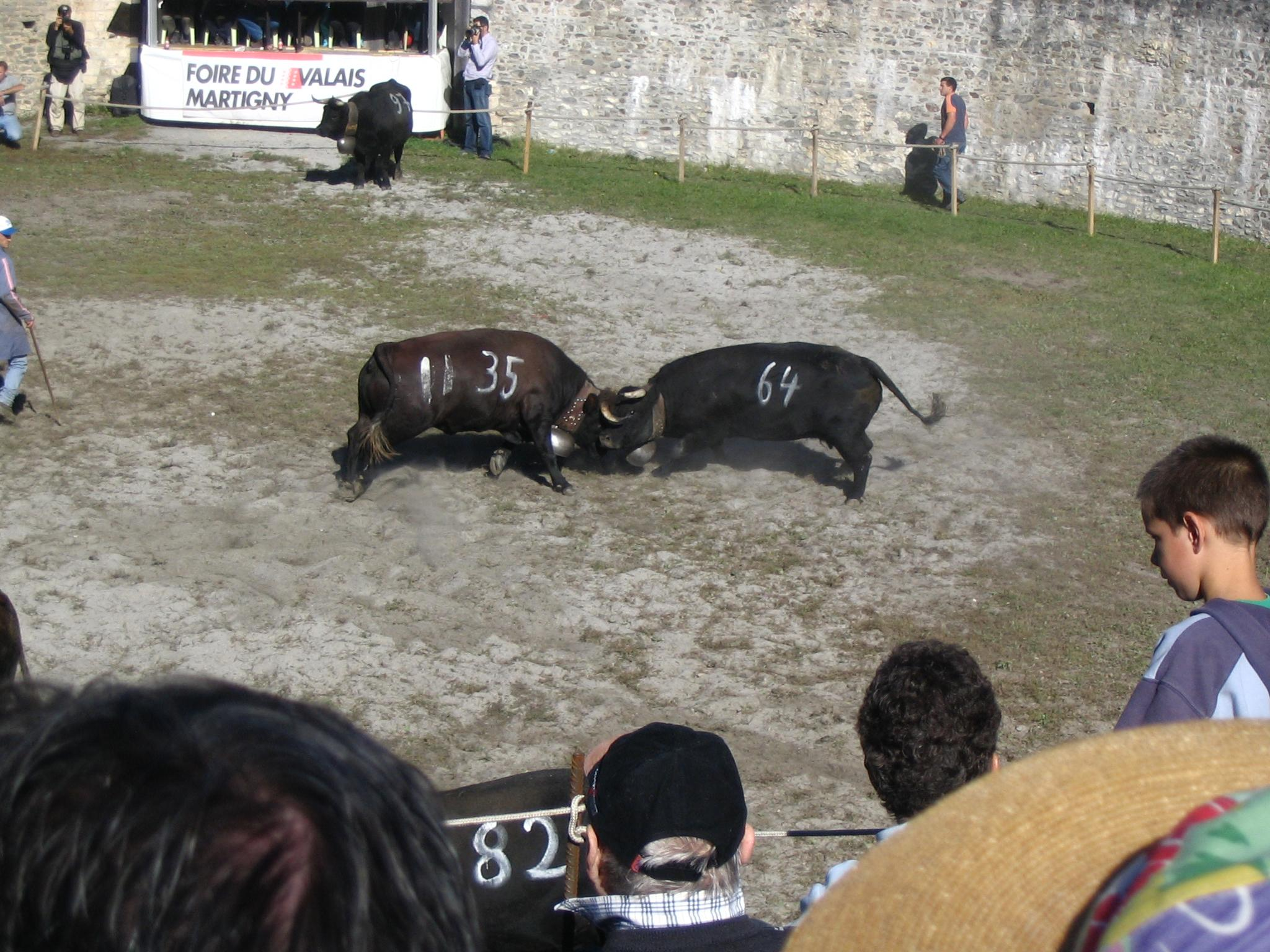
Lluita de vaques a Suïssa

### Ús no utilitari
El manteniment i la cria d'animals domèstics sense objectius estrictament utilitaris no són recents. Els animals de companyia estan particularment estesos avui en dia, i els de decoració sovint tenen una llarga tradició, tot i que algunes noves espècies han estat domesticades recentment, especialment entre els peixos. Els combats d'animals són una activitat molt antiga i encara persistent, que requereix una cria especialitzada. Les espècies que s'utilitzen més sovint en combats són els galls, els gossos, les vaques i els bous, i a la Xina fins i tot el grill domèstic.
Els animals poden ser el suport d'una activitat esportiva, com el cas dels cavalls des de l'antiguitat (sovint en associació amb la caça). Entre altres usos dels animals domèstics es pot destacar l'espectacle, tot i que alguns estats limiten o prohibeixen l'ús d'animals amb aquests fins.

## Impacte de les domesticacions
L'agricultura i l'activitat humana relacionada amb les espècies domèstiques han provocat modificacions significatives del medi ambient, notablement per la desforestació, la degradació de terres i altres danys com l'emissió no negligible de metà, un gas amb efecte d'hivernacle, a causa de la cria abundant de remugants.
L'agricultura i la ramaderia han obert l'accés a recursos alimentaris molt més importants per un territori donat, i per consegüent han contribuït al desenvolupament de les poblacions humanes. La domesticació sembla haver induït adaptacions en els humans mateixos, com per exemple la capacitat de digerir la llet, més estesa a les poblacions de l'Europa occidental i Àfrica que a les poblacions asiàtiques. La proximitat amb espècies animals també ha afavorit l'aparició de zoonosis, malalties que es transmeten dels animals als homes i viceversa, així com resistència a aquestes malalties. La concentració i el transport d'animals també pot esdevenir un factor important de transmissió o d'evolució de malalties per les espècies salvatges, car abans aquestes espècies n'estaven protegides gràcies a barreres naturals a la transmissió de les malalties.

## Formes d'estat domèstic
La domesticació com a relació, interacció o control dels humans sobre una població animal existeix en diferents formes. Quan ja no es tracta de domesticació pròpiament dita, es pot emprar el terme «acció de domesticació». Si els modes de cria en què el control humà és fort sovint concerneixen espècies domesticades des de fa molt de temps, els dos eixos que són el grau biològic de domesticació i el mode de cria no evolucionen de manera conjunta. Poden creuar-se i fer aparèixer nombroses situacions diferents: determinats animals feréstecs poden ser apropiats en un territori i ser criats, mentre que també hi ha animals domèstics sense propietari (com els coloms de les ciutats). D'altra banda, des d'un punt de vista cultural, alguns tipus d'interacció entre humans i animals són percebuts de manera diferent tot i ser semblants. Així, les espècies criades en piscicultura d'estanys estan poc transformades, a part de la carpa, i el mode de cria correspon a un control humà molt feble. Les truites sorgides de la cria per part d'humans que són alliberades als rius, tot i ser biològicament i tècnica més domèstiques, són considerades fauna salvatge.

### Ramaderia intensiva
La forma de domesticació que va més lluny és la ramaderia intensiva, en què el ramader proporciona tot allò que és necessari per al desenvolupament dels animals, per maximitzar-ne la producció o permetre'n la cria en superfícies reduïdes. Comporta un control màxim sobre els animals. Si bé la ramaderia intensiva és en principi la forma de domesticació en què el ramader té el contacte més proper amb els animals, com és el cas en la indústria lletera, la intensificació que acompanya la modernització tendeix paradoxalment a reduir la interacció directa entre ramader i animal. Aquest tipus concerneix tant espècies domesticades des de fa molt de temps com d'altres que no estan domesticades o ho estan des de fa poc, particularment en l'aqüicultura.

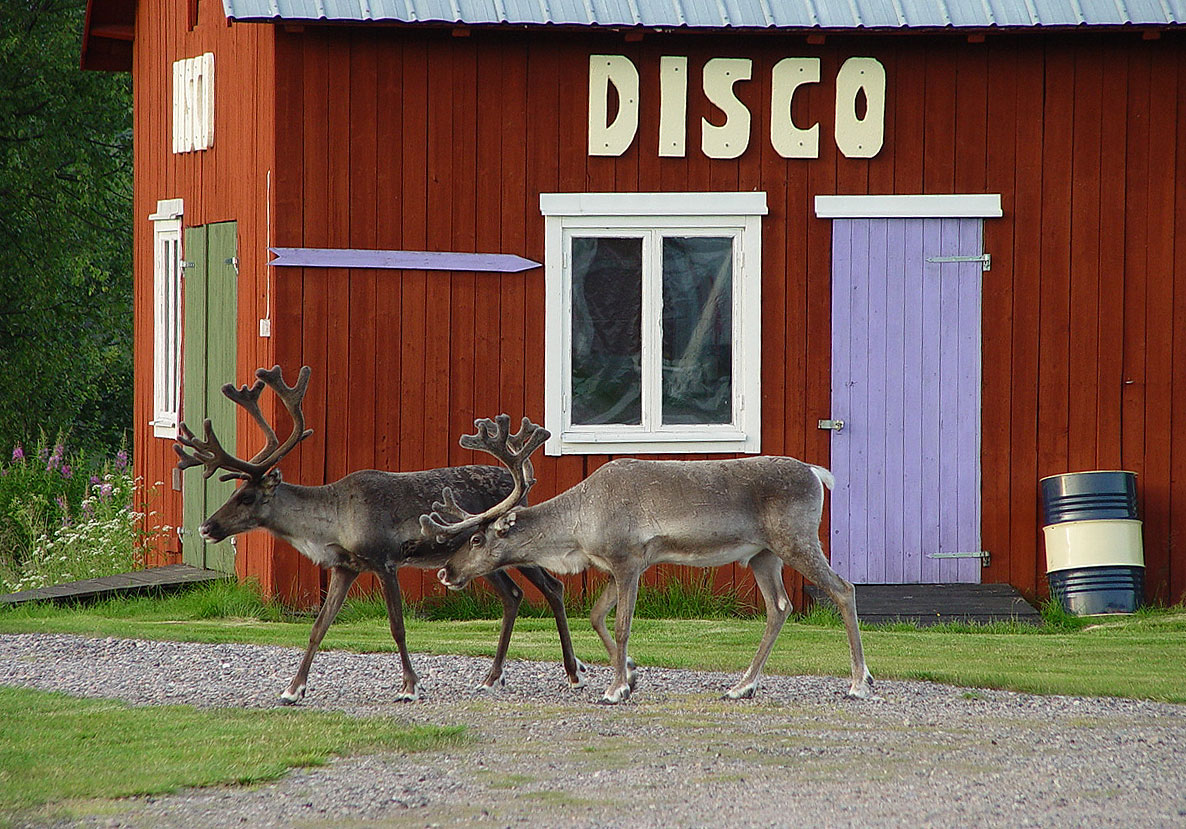
Caribús a Suècia

### Ramaderia extensiva
La pressió de domesticació es pot considerar menor en el cas de la ramaderia extensiva, és a dir, la que es basa en superfícies més grans per una mateixa producció, cosa que generalment comporta una major autonomia dels animals.
Tanmateix, una cria de tipus extensiu no exclou el contacte molt pròxim del ramader amb els animals, especialment en els sistemes de ramaderia tradicionals, o almenys no en major mesura que una selecció pensada i estricta. Tanmateix, aquesta és sovint menys forta o fins i tot inexistent, i aquests sistemes valoren en primer lloc l'adaptació dels animals al seu medi de cria.

### Animals de companyia i de lleure

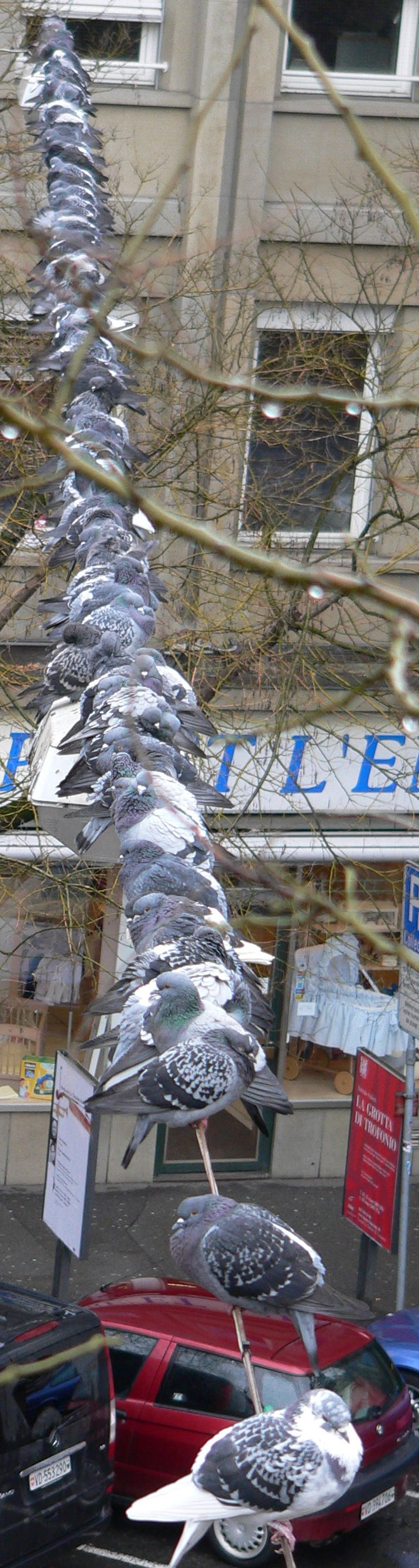
El colom, un animal domesticat, feral i comensal dels humans a les ciutats.

La interacció dels animals de companyia amb els seus amos és evidentment particularment important, i se'ls pot integrar dins una família, com sol ser el cas del gos. Sovint aporten un suport afectiu, psicològic o fins i tot físic, contribuint a la mobilitat i el transport de les persones.
Les activitats practicades amb aquests animals concerneixen sovint l'esport o lleures com l'equitació o la caça. Aquestes pràctiques requereixen un aprenentatge tant per part de l'humà com de l'animal, així com un mode de comunicació particular i molt elaborat. L'absència de necessitats estrictament utilitàries permet l'aparició de varietats i tipus d'animals molt variats, particularment en el cas dels animals de decoració.

### Comensalisme
El comensalisme és una forma d'interacció entre dues espècies en què una es beneficia, i l'altra no és ni beneficiada ni perjudicada. Diverses espècies animals són comensals dels humans pel fet que viuen en funció de la seva activitat, però sense estar directament controlades per ells. L'impacte d'aquestes espècies per les activitats humanes va des del perjudici fins al benefici mutu, passant per l'absència d'efectes significatius, que correspondria al comensalisme en el sentit més estricte. Aquestes relacions es poden considerar casos límit de la domesticació.
El qualificatiu «domèstic» del nom vulgar o científic de diverses espècies correspon a aquesta accepció, com és el cas notablement de la mosca domèstica (Musca domestica), el ratolí domèstic (Mus musculus) o el pardal (Passer domesticus), les poblacions dels quals no estan controlades pels humans, però s'han adaptat a la seva proximitat. S'utilitza la noció de sinantropia per descriure l'adaptació que acompanya aquesta relació amb l'espècie humana, quan té les característiques d'una autèntica microevolució.
El comensalisme també es dona en animals més grans, que eliminen els residus i la carronya fins i tot a la ciutat (com els voltors a Àfrica i Sud-amèrica o els gossos pària a l'Orient), i noves espècies s'han adaptat a les ciutats, com la gavina riallera o la guineu, particularment a Anglaterra.
La relació de determinades espècies amb els humans pot tendir vers el mutualisme quan no només són tolerades sinó que també són considerades útils com a predadors d'insectes o rosegadors perjudicials per als humans. En són exemples la cigonya i l'oreneta. Aquests animals poden viure en una veritable associació amb un sistema agrícola en què tenen un rol i un lloc, i gaudir de la protecció (o fins i tot de la cura) dels humans. Es poden produir autèntiques col·laboracions entre humans i animals feréstecs, com per exemple els dofins que persegueixen els bancs de peixos vers les xarxes dels pescadors de costa a Mauritània; tant els humans com els peixos augmenten les seves probabilitats de captura. Els dingos australians, tot i ser molt més independents de l'ésser humà que els seus congèneres domèstics, també cacen en associació amb els humans.
El caràcter obligatori d'aquest tipus de relació encara no ha estat comprovat, però molt sovint l'extensió de l'àrea de distribució d'una espècie comensal dels humans sembla condicionada a aquesta relació, i per consegüent a les activitats humanes. Per exemple, el ratolí domèstic de Saint Kilda desaparegué després de l'evacuació dels habitants d'aquest arxipèlag.

### Cria d'animals feréstecs
La cria d'animals feréstecs és una paradoxa en l'oposició salvatge-domèstic. Més enllà del manteniment i de la cria ocasional d'animals feréstecs per part dels parcs zoològics, investigadors o particulars, que poden concernir la majoria d'espècies, existeix en diferents formes i amb objectius variats. La cria d'animals feréstecs comporta qüestions particulars en funció del seu tipus i de les espècies concernides, notablement de caràcter jurídic en relació amb la protecció de les espècies, o sobre la propietat dels animals.
També es crien espècies de caça en condicions artificials per produir animals feréstecs destinats a la repoblació, a ser caçats directament o per la producció d'animals. En són exemples típics el faisà comú o el senglar a Europa, i altres espècies en altres regions del món. Algunes espècies salvatges sense relació amb la caça també són objecte d'una cria de producció.
La cria en captivitat concerneix espècies generalment rares o desaparegudes en estat salvatge, per conservar-les i eventualment reintroduir-les. En aquest cas, es tem i s'intenta evitar que aquesta cria modifiqui els caràcters originals de l'espècie. L'èxit de la cria en captivitat i de la reintroducció dels animals al seu medi natural condicionen els objectius de la cria en captivitat però, amb aquesta reserva, la preservació del patrimoni gènic d'una espècie salvatge s'ha revelat sens dubte possible fins i tot en una cria molt artificialitzada.
S'anomena gestió de la fauna salvatge o gestió cinegètica l'acció coordinada, per part o per compte de caçadors, sobre una part de les espècies salvatges d'un territori. Per exemple, comporta el condicionament del territori per afavorir una espècie, l'alimentació ocasional, l'aport de sal, la plantació de cultius destinats a la caça, i sobretot l'elecció meditada de l'extracció d'animals en nombre i en qualitat (edat i sexe dels animals), així com eventuals introduccions (repoblació). Com a tal, se la pot considerar una «acció de domesticació», sense que això impliqui necessàriament l'evolució de les espècies de caça en espècies domesticades.
Quan aquesta acció està orientada vers la producció, s'utilitza el terme game ranching, que es pot descriure com la cria intensiva en un medi natural d'espècies salvatges o de caça. Consisteix a gestionar les poblacions, típicament de grans herbívors com els antílops, al seu medi natural i en una òptica de producció o de caça de pagament. Aquesta pràctica està estesa a l'Àfrica del sud, però existeix o ha existit en altres continents: la vicunya, per exemple, encara és objecte de captures anuals, en què els animals són esquilats i alguns també sacrificats. Aquesta pràctica és en realitat una acció humana de selecció sobre les poblacions concernides, tot i que no es fixa cap objectiu. A Europa, la llebre té una cria d'aquest tipus. N'és una variant el sea ranching, que consisteix a controlar una sola part del cicle de cria (generalment la reproducció o les primeres fases de desenvolupament) i després alliberar els animals a l'alta mar perquè creixin, abans de tornar-los a capturar més endavant. Aquesta tècnica s'aplica amb els salmons o les petxines de pelegrí de l'Atlàntic, per exemple. També s'ha experimentat amb les tortugues de mar, que al seu medi natural tenen una alta mortalitat durant les fases inicials de desenvolupament. Els resultats són mediocres a causa sobretot de problemes comportamentals dels individus alliberats.
L'explotació d'una espècie en estat salvatge, com és el cas dels cérvols, en lloc de la seva cria controlada més estrictament, sembla plantejar sistemes i eleccions que comporten qüestions tècniques i biològiques però també històriques, socials i culturals.

### Feralització
En la majoria d'espècies domèstiques es dona la possibilitat d'alliberar-se de la tutela dels humans, és a dir, de tornar a formar poblacions que visquin en estat salvatge. Aquest fenomen es produeix sobretot en medis nous per l'espècie, particularment a les illes, on les espècies ferals es poden convertir en espècies invasores, i provocar danys ecològics, com la desaparició d'espècies locals per depredació o competició. En alguns casos, quan ja hi ha present la forma salvatge de l'espècie, aquesta última pot patir una contaminació genètica per encreuament dels seus representants amb els animals d'origen domèstic.
La feralització és probablement un element de la història de la domesticació de diverses espècies, que haurien estat criades i després s'haurien escapat en un medi on han estat introduïdes per l'humà, abans de tornar a ser domesticades. Això passà en temps històrics pels mustangs, recuperats pels indis de les planúries.
La feralització sembla demostrar que la domesticació d'una espècie no és ni definitiva ni irreversible. Tanmateix, si bé aquests animals es revelen completament adaptats a la vida salvatge, en general conserven els seus caràcters d'espècie o raça domesticada.